# Carmen Diez Mintegui
Carmen Díez Mintegi (San Sebastián, 20 de marzo de 1948) es una antropóloga vasca especialista y pionera en estudios feministas y en estudios de género en ámbitos como los conflictos de demandas de igualdad en ámbitos públicos, la mujer y el deporte.  

## Biografía
Comenzó a estudiar en el curso 1979/80 en la recién creada Facultad de Filosofía de la UPV/EHU en Zorroaga. Enseguida entró a formar parte del equipo que dirigía la profesora de antropología Teresa del Valle, para desarrollar una investigación, durante los años 1981-1983, sobre la situación de las mujeres en el País Vasco en los ámbitos urbano, pesquero y rural. Esa investigación se publicó en el año 1985 con el título "Mujer Vasca. Imagen y Realidad ". Esta investigación, junto con su militancia dentro del Movimiento Feminista, fue el origen del enfoque en Antropología Feminista y de Género que determinó su trayectoria posterior.
Defendió su tesis doctoral el año 1993 con el título "Relaciones de Género en Donostialdea y en la Ribera de Navarra. Actividad Laboral y Cambio", en la UPV/EHU. Sus investigaciones posteriores, tanto de forma individual como en proyectos colectivos, han estado por lo general orientadas a temas relacionados con el poder, el cambio, los procesos de socialización, figuras mitológicas, conflictos relacionados con demandas de igualdad y el deporte.
Doctora en Antropología y profesora de Antropología Social en el Departamento de Filosofía de los Valores y Antropología Social de la Universidad del País Vasco ha desarrollado una dilatada trayectoria académica y docente. Ha sido Vicedecana de la Facultad de Filosofía y Ciencias de la Educación de la UPV-EHU, en dos etapas diferentes de su carrera, ha formado parte, hasta su jubilación, de la Comisión estatal del Grado de Antropología (CEGA), creada en el año 2004 por trece universidades españolas, que se unieron con el fin de lograr la existencia de un Grado en Antropología y la profesionalización de esta disciplina. Ha ocupado tareas de coordinación de distintos Simposios de Antropología del Género y Feminista en el marco de los Congresos de Antropología que la FAAEE (Federación de Asociaciones de Antropología del Estado español) que se organizan desde el año 1980.
Ha publicado diversos artículos en revistas especializadas en Antropología Social y Cultural y en Género o Feminismos como Langaiak, Kobie, Geu emakumeok, Revista Internacional de Estudios Vascos, Gazeta de Antropología o Ankulegi. Revista de Antropología Social. Participante asidua en Congresos de Antropología Social en los que se investiga el papel de la mujer en la sociedad pasada y actual.
Dirige tesis doctorales y coordina publicaciones de estudios antropológicos, participa en innumerables congresos y charlas, también en el ámbito de su militancia en grupos feministas. En el año 2013 se jubiló de su actividad docente pero permanece hasta 2017 dentro del Departamento de Antropología Social en el Departamento de Filosofía de los Valores y Antropología Social de la UPV/EHU como colaboradora honorífica. Es miembro activo de AFIT (Antropología Feminista Ikerketa Taldea).
En febrero de 2021 se le concede el premio "Carmen Adarraga", un galardón con el que la Diputación Foral de Guipúzcoa distingue a las personas que han abierto camino en la igualdad entre mujeres y hombres en el mundo del deporte.

## Publicaciones
- "Estudio comparativo de las relaciones de género en la comarca Donostialdea y la Ribera de Navarra, partiendo de la forma diferente de participación de mujeres y hombres en las actividades laborales". Tesis Doctoral presentada en la UPV-EHU. 1993.[10]
- "Las relaciones de género en Donostialdea y en la Ribera de Navarra: actividad laboral y cambio". 1998.[11]
- "La mirada feminista en el centro de la antropología vasca".2018.[12]
- "Fiestas, Tradiciones e Igualdad". 2012.[13]
- "Juventud y Deporte"Tomo 61, Cuaderno 2, 2006 (Ejemplar dedicado a: Culturas deportivas y mercados globales y locales), págs. 129-144.[14]
- "Procesos culturales: una aproximación desde la antropología social y cultural".Norba. Revista de Historia 2005.[15]
- "Tradiciones culturales y legitimación del poder masculino".2003.[16]
- "La profesionalización de la antropología". 2002. Ankulegi nº 6, págs 13-22.[17]
- "Mujer Vasca: imagen y realidad". 1982.[18]
- "Conseguir la igualdad: un proyecto inacabado". Kobie. Antropología Cultural. 2003.[19]
- "Mari, un mito para la resistencia feminista".[20]
- "Emakumeen lana Nafarroako Erriberan". Uztaro. Giza eta gizarte-zientzien aldizkaria.1996[21]
- "Maternidad. ¿hecho natural? ¿Constructo ideológico?".1995.[22]
- "Female labour participation and gender relationship".1995.[23]
- "Deporte, socialización y género" 2003. págs 159-180.[24]
- "Maternidad y orden social: vivencias del cambio". 2000. págs 155-186[25]
- "Sistemas de género:desigualdad e identidad nacional". 1999. págs. 147-174.[26]
- "Deporte y socialización". 1996. págs. 317-324.
- "Trabajar en la Ribera del Ebro". 1996. págs. 167-179.[27]
- "Deporte y construcción de las relaciones de género".1996. nº12, artículo 10.[28]
- Proyecto Itxaso: estudio de las causas del abandono de la práctica deportiva en las jóvenes de 12 a 18 años y propuesta de intervención".[29]